# Gottschalk von Geijer
Salomon Gottschalk von Geijer, född 8 maj 1821 i Helsingborg, död 3 maj 1904 på Nydala kloster, Jönköpings län, var en svensk militär och godsägare.

## Biografi
Salomon Gottschalk von Geijer var son till Carl Emanuel Geijer (1777–1865, adlad von Geijer 1817) och Maria Christina Follin. Gottschalk von Geijer var bror till militären och riksdagsmannen Bror von Geijer.
von Geijer påbörjade sin utbildning vid Krigsskolan 1834 och blev underlöjtnant vid Skånska dragonregementet 1838, löjtnant 1847, ryttmästare 1858 och erhöll avsked från regementet 1872. Han blev kammarherre 1861 och tjänstgjorde som kabinettskammarherre hos kungen 1865-1873. Han var ledamot av Malmö stadsfullmäktige 1873–1879 och blev ledamot av Krigsvetenskapsakademien 1870. Från 1887 ägde von Geijer Nydala kloster i Nydala socken.
Gottschalk von Geijer var 1870–72 och 1876–77 ledamot av riksdagens andra kammare för Malmö stad. 1872-1877 var han vice ordförande i Malmö-Ystads järnvägs ab, samt vice VD 1876-1877.
I riksdagen skrev von Geijer en motion om anslag till en ny elementarläroverksbyggnad i Malmö.

## Familj
von Geijer gifte sig två gånger: första gången, 1845, med Beata Cecilia Béen (född 1817 i Helsingborg, död 1847 i Lund), dotter till Paul Magnus Béen och Cecilia Magdalena Werlin; andra gången, 1855, med Palaemona Treschow (född 1837 i Danmark, död 1908 i Nydala församling, Jönköpings län), dotter till Frederik Wilhelm Rosenkilde Treschow och Andrea Bjørn Rothe.
Barn:
- Beata (född 1847)
- Andrea (född 1856)
- Carl (född 1857)
- Palaemona (född 1860)
- Wilhelm (född 1865)
- Gustaf (född 1868)